# Owch Ovlar
Owch Ovlar (persiska: وچ اُولَر, اوچ اولر, Ūch Ovlar) är en ort i Iran.   Den ligger i provinsen Västazarbaijan, i den nordvästra delen av landet, 600 km väster om huvudstaden Teheran. Owch Ovlar ligger 1 280 meter över havet och antalet invånare är 184.
Terrängen runt Owch Ovlar är huvudsakligen platt, men västerut är den kuperad. Terrängen runt Owch Ovlar sluttar österut.Runt Owch Ovlar är det ganska tätbefolkat, med 185 invånare per kvadratkilometer. Närmaste större samhälle är Urmia, 13,2 km nordväst om Owch Ovlar. Trakten runt Owch Ovlar består till största delen av jordbruksmark.